# Tina Liebig
Tina Liebig (Gera, Turíngia, 28 d'abril de 1980) és una ciclista alemanya que fou professional del 2004 al 2009.

## Palmarès
- 1998
  -  Campiona del món júnior en ruta
- 2002
  - 1a a l'Albstadt-Frauen-Etappenrennen i vencedora de 2 etapes
- 2003
  - 1a al Tour de la Drôme i vencedora d'una etapa
  - Vencedora d'una etapa al Tour de Feminin-Krásná Lípa
- 2004
  - 1a al Giro del Trentino i vencedora d'una etapa
- 2005
  - 1a al Tour de Feminin-Krásná Lípa